# Gym Tony LC
Gym Tony LC fue una serie de televisión de comedia española producida por Mediaset España en colaboración con La Competencia para su emisión en Factoría de Ficción, es el spin-off de Gym Tony, serie emitida en Cuatro entre 2014 y 2016.
Tras la cancelación de Gym Tony, ocho meses después se anunció Gym Tony LC con David Amor (Tito) como protagonista, junto con Mar Abascal, Miriam Cabeza, Santi Rodríguez, Pepa Rus, entre otros.
La serie se estrenó el 17 de abril de 2017 a las 17:00h en transmisión simultánea en Cuatro y Factoría de Ficción. Desde el lunes 17 de abril de 2017, la serie continuaría de lunes a viernes a las 17:00h en Cuatro y a las 21h00 en redifusión en FDF, rebautizada con el nombre de Gym Tony LC, y a diferentes horas se repetiría Gym Tony en Factoría de Ficción.
El 30 de junio la serie dejó de emitirse en Cuatro. El 14 de julio la ficción empezó a emitirse en FDF y dejó de emitirse el 24 de julio por sus muy bajos datos de audiencia. Actualmente se emiten episodios repetidos de lunes a viernes a las 17:00 en FDF
.

## Historia
El 24 de noviembre de 2016, Mediaset España confirmó un spin-off de la serie Gym Tony  tras la baja de Iván Massagué, protagonista de la serie. Se decidió empezar un nuevo proyecto conservando a gran parte del elenco de la serie original con sus respectivos personajes.
En enero de 2017 se anuncia que se empezarán a grabar pronto los nuevos episodios que contarán con David Amor, Mar Abascal, Pepa Rus, Miriam Cabeza, Javi Coll, Tomás Pozzi, Santi Rodríguez, Adam Jezierski, Sara Gómez y Carlos Chamarro con sus personajes de Gym Tony. También se confirma la incorporación de José Troncoso al reparto principal interpretando a un exnovio de Secun. Y un famoso/a diferente por episodio.
En abril de 2017, se confirma la fecha de emisión de la nueva serie que fue el 17 de ese mismo mes donde fue emitido el primer capítulo como preestreno en los canales del grupo Mediaset España: Cuatro y FDF. El 14 de julio de 2017, la serie paso a emitirse a FDF tras sus bajos datos de audiencia, sin producir nuevos capítulos.

## Reparto

### Principal
- David Amor - Evaristo "Tito" Escudero Nogales
- Santi Rodríguez - José Vicente Velasco
- Mar Abascal - Pilar Macías
- Javi Coll - Julián Cascorro
- Adam Jezierski - Christian (Episodio 1 - Episodio 3; Episodio 8; Episodio 10 - Episodio 60)
- Miriam Cabeza - Vanessa "Vane"
- Sara Gómez - Mayka Veiga
- Carlos Chamarro - Julio Sarasola
- José Troncoso - Carmelo
- Pepa Rus - Secundina "Secun" García
- Tomás Pozzi - Maximiliano "Maxi" Kempes

### Recurrente
- Álvaro Pérez - Jacinto López "Christian 2.º" (Episodio 1; Episodio 4 - Episodio 5; Episodio 9)
- Rafa Ramos - Christian Sanz de Blasón y Hamilton "Christian 3.º" (Episodio 6 - Episodio 9)
- Amelia Guede - Nieves Velasco "La nueva" (Episodio 11; Episodio 13; Episodio 15 - Episodio 17; Episodio 20 - Episodio 22)

## Episodios y audiencias
| Temporadas | Episodios | Estreno             | Final               | Espectadores (Media) | Share (Media) |
| ---------- | --------- | ------------------- | ------------------- | -------------------- | ------------- |
| 1          | 60        | 17 de abril de 2017 | 24 de julio de 2017 | 237 000              | 2,2%          |

Primera Temporada 2017 (Abril-Julio)
| Número | Nombre                              | Fecha               | Espectadores                |
| ------ | ----------------------------------- | ------------------- | --------------------------- |
| 1      | «Gym Tony returns»                  | 17 de abril de 2017 | 670.000 6.1% (Cuatro y FDF) |
| 2      | «Chin-Tony a domicilio»             | 18 de abril de 2017 | 293.000 2.7%                |
| 3      | «Soy trolero»                       | 19 de abril de 2017 | 284.000 2.6%                |
| 4      | «Passion break»                     | 20 de abril de 2017 | 296.000 2.8%                |
| 5      | «Sauna-fobia»                       | 21 de abril de 2017 | 276.000 2.5%                |
| 6      | «Pilar´s secret»                    | 24 de abril de 2017 | 277.000 2.6%                |
| 7      | «Adicta al Wasapop»                 | 25 de abril de 2017 | 261.000 2.5%                |
| 8      | «Corre, Velasco, corre»             | 26 de abril de 2017 | 276.000 2.5%                |
| 9      | «Secundina la adivina»              | 27 de abril de 2017 | 274.000 2.5%                |
| 10     | «Christian honrado»                 | 28 de abril de 2017 | 282.000 2.5%                |
| 11     | «Igualdad extrema»                  | 2 de mayo de 2017   | 278.000 2.6%                |
| 12     | «Báscula, el terror»                | 3 de mayo de 2017   | 244.000 2.3%                |
| 13     | «Pasaporte al pasado»               | 4 de mayo de 2017   | 189.000 1.9%                |
| 14     | «El alter ego de Maxi»              | 5 de mayo de 2017   | 190.000 1.7%                |
| 15     | «Tito, el especialito»              | 8 de mayo de 2017   | 173.000 1.6%                |
| 16     | «Yo, Vane y la nueva»               | 9 de mayo de 2017   | 217.000 2.1%                |
| 17     | «La listilla del gym»               | 10 de mayo de 2017  | 175.000 1.6%                |
| 18     | «Amor indigesto»                    | 11 de mayo de 2017  | 164.000 1.5%                |
| 19     | «La guitarra»                       | 12 de mayo de 2017  | 182.000 1.6%                |
| 20     | «Padre pelota»                      | 15 de mayo de 2017  | 212.000 2.0%                |
| 21     | «Hablando se entienden las máquinas | 16 de mayo de 2017  | 253.000 2.4%                |
| 22     | «Mira quién llama»                  | 17 de mayo de 2017  | 217.000 2.1%                |
| 23     | «La delgada pulsera roja»           | 18 de mayo de 2017  | 247.000 2.3%                |
| 24     | «La riñonera maldita»               | 19 de mayo de 2017  | 222.000 2.0%                |
| 25     | «Gato encerrado»                    | 22 de mayo de 2017  | 243.000 2.2%                |
| 26     | «Ring-Tony»                         | 23 de mayo de 2017  | 288.000 2.7%                |
| 27     | «MercaJulio»                        | 24 de mayo de 2017  | 190.000 1.8%                |
| 28     | «Chambalache laboral»               | 25 de mayo de 2017  | 213.000 2.1%                |
| 29     | «Miss(ion) imposible»               | 26 de mayo de 2017  | 228.000 2.0%                |
| 30     | «Los gritos del coro»               | 29 de mayo de 2017  | 236.000 2.2%                |
| 31     | «El partido»                        | 30 de mayo de 2017  | 316.000 2.9%                |
| 32     | «Y tú más»                          | 31 de mayo de 2017  | 156.000 1.5%                |
| 33     | «Mano de santo»                     | 1 de junio de 2017  | 242.000 2.3%                |
| 34     | «Sacacorcholis»                     | 2 de junio de 2017  | 288.000 2.6%                |
| 35     | «Se vende casa»                     | 5 de junio de 2017  | 261.000 2.4%                |
| 36     | «¡Atchús!»                          | 6 de junio de 2017  | 164.000 1.5%                |
| 37     | «El partidazo de Mayka»             | 7 de junio de 2017  | 261.000 2.5%                |
| 38     | «Boca a boca»                       | 8 de junio de 2017  | 227.000 2.1%                |
| 39     | «Bombay d´or:ciudad de vacaciones»  | 12 de junio de 2017 | 221.000 2.0%                |
| 40     | «Medalla lo mismo»                  | 13 de junio de 2017 | 275.000 2.4%                |
| 41     | «Asesino en serio»                  | 14 de junio de 2017 | 251.000 2.3%                |
| 42     | «La muñeca diabólica»               | 15 de junio de 2017 | 261.000 2.4%                |
| 43     | «Carmelo in love»                   | 16 de junio de 2017 | 151.000 1.4%                |
| 44     | «Mayka vs mayka»                    | 19 de junio de 2017 | 225.000 2.0%                |
| 45     | «La fobia de Christian»             | 20 de junio de 2017 | 261.000 2.3%                |
| 46     | «Blanco oscuro casi negro»          | 21 de junio de 2017 | 224.000 2.0%                |
| 47     | «Matasuegros»                       | 22 de junio de 2017 | 155.000 1.4%                |
| 48     | «En la granja de Carmelo»           | 23 de junio de 2017 | 229.000 1.9%                |
| 49     | «Perdona si no te llamo amor»       | 26 de junio de 2017 | 209.000 1.9%                |
| 50     | «El método Juliom»                  | 27 de junio de 2017 | 312.000 2.7%                |
| 51     | «El no despido»                     | 28 de junio de 2017 | 147.000 1.3%                |
| 52     | «Del gym a la eternidad»            | 29 de junio de 2017 | 164.000 1.5%                |
| 53     | «Repelente por accidente»           | 30 de junio de 2017 | 295.000 2.6%                |
| 54     | «Viva la devolución                 | 14 de julio de 2017 |                             |
| 55     | «La guerra del golf»                | 17 de julio de 2017 |                             |
| 56     | «La nada»                           | 18 de julio de 2017 |                             |
| 57     | «Decidido»                          | 19 de julio de 2017 |                             |
| 58     | «La inspección de trabajo»          | 20 de julio de 2017 |                             |
| 59     | «Regreso a los futuros»             | 21 de julio de 2017 |                             |
| 60     | «Dando el cante»                    | 24 de julio de 2017 |                             |